# The Dakota
The Dakota, também conhecido como Apartamentos Dakota, é um edifício de apartamentos localizado no Upper West Side de Manhattan em Nova Iorque, Estados Unidos. Foi projetado pelo arquiteto Henry Janeway Hardenbergh para o empresário Edward Cabot Clark e foi um dos primeiros grandes empreendimentos no Upper West Side, permanecendo como o mais antigo edifício de apartamentos de luxo de Nova Iorque ainda existente. O Dakota foi designado para o Registro Nacional de Lugares Históricos em abril de 1972 e designado um Marco Histórico Nacional dos Estados Unidos em dezembro de 1976.
Clark anunciou em 1879 os planos para um complexo de apartamentos no local e as obras começaram em outubro do ano seguinte, sendo finalizado apenas em outubro de 1884, dois anos após a morte de Clark. O Dakota já estava todo alugado quando foi finalizado. O edifício foi administrado pela família Clark por oito décadas e permaneceu praticamente inalterado durante todo esse tempo. Seus moradores compraram o Dakota da família Clark em 1961 e o converteram em uma cooperativa de habitação. O edifício foi historicamente a residência de vários artistas, atores e músicos, incluindo John Lennon, que foi assassinado na entrada do Dakota em dezembro de 1980. O edifício continua como uma cooperativa até hoje.
O Dakota é um quase quadrado e foi construído ao redor de um pátio interno central, pelo qual os apartamentos são acessados. A fachada é em sua maior parte composta por tijolos com uma guarnição de arenito e detalhes em terracota. A entrada principal é por um arco na Rua 72. O projeto do edifício inclui telhados profundos com lucarnas, enjuntas e painéis de terracota, nichos, varandas e balaustradas. Cada apartamento tem uma disposição única com quatro a vinte aposentos. O Dakota é dividido em quatro quadrantes, cada um com uma escada e elevador para moradores e outra escada e elevador para empregados.

## Local

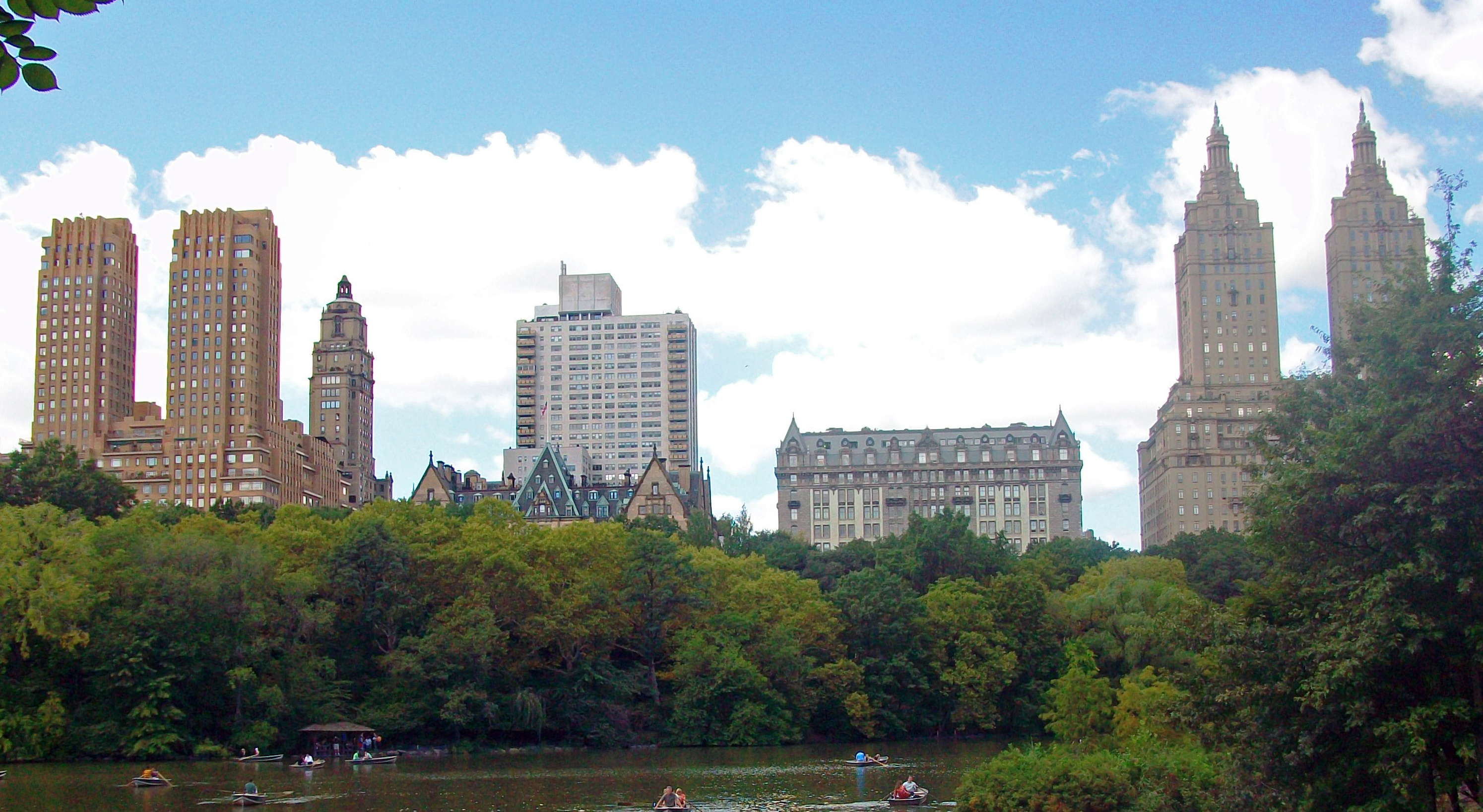
Edifícios de apartamento de luxo no Upper West Side. Esquerda para direita: The Majestic, The Dakota, The Langham e The San Remo

The Dakota está localizado no número 1 da Rua 72 Oeste no bairro de Upper West Side de Manhattan em Nova Iorque, Estados Unidos. O edifício ocupa a calçada ocidental da avenida Central Park West (antiga Oitava Avenida), entre a Rua 72 ao sul e a Rua 73 ao norte. O Dakota ocupa um terreno quase quadrado de 3 796,6 metros quadrados. O terreno mede 61 metros ao longo da Central Park West e 62,1 ao longo das Ruas 72 e 73. Locais próximos incluem o The Majestic imediatamente ao sul, o Olcott Hotel ao oeste, o The Langham ao norte e o Central Park com o memorial Strawberry Fields ao leste.
Edward Cabot Clark, o incorporador do Dakota, que na época chefiava a empresa de máquinas de costura Singer Manufacturing Company, selecionou o local levando em consideração diversas características. O Dakota está no alto do planalto do Upper West Side, um ponto elevado que tem vista para grande parte de Manhattan. Além disso, a Rua 72 tem trinta metros de largura, sendo uma das grandes ruas que atravessam a malha viária de Manhattan. Clark também foi o incorporador de 27 casas conjugadas construídas nas Ruas 72 e 73, adjacentes ao Dakota, que não existem mais. Os dois empreendimentos eram parte de um plano maior de Clark para criar um bairro coeso; as casas conjugadas ficavam no meio do quarteirão, onde os preços dos terrenos eram menores, enquanto o Dakota foi construído no local mais valioso ao lado do Central Park. Clark construiu outro conjunto de casas conjugadas nos números 13 ao 65 e 103 ao 151 da Rua 73 Oeste, algumas das quais ainda existem. Todas essas casas foram projetadas pelo arquiteto Henry Janeway Hardenbergh.
O Dakota é um de vários edifícios de apartamento construídos ao longo da Central Park West que são identificados principalmente por um nome oficial. Apesar de um endereço ser suficiente para identificar esses prédios, essa tendência seguia uma prática britânica de dar nomes a edifícios sem endereços. Por comparação, edifícios ao longo da Quinta Avenida no lado oriental do Central Park são conhecidos principalmente por seus endereços. O Dakota, diferentemente de outros grandes edifícios de apartamento pelo Central Park West, não foi nomeado em homenagem a um prédio que existia previamente no local. O historiador arquitetônico Christopher Gray do The New York Times descreveu o Dakota como um de vários prédios de apartamento famosos o bastante "para manterem seus nomes simplesmente por costume comum".

## História
A construção do Central Park na década de 1860 estimulou construções no Upper East Side de Manhattan, mas um desenvolvimento similar no Upper West Side demorou mais. Isto ocorreu por causa da topografia mais íngreme e escassez de atrações do Upper West Side quando comparado ao Upper East Side. Centenas de terrenos vazios estavam disponíveis ao longo do lado oeste do Central Park no final do século XIX. Grandes empreendimentos no Upper West Side começaram depois da inauguração da linha de metrô elevada da Nona Avenida em 1879, que proporcionou um acesso direto à Baixa Manhhatan. Um grupo de empresários formaram no mesmo ano a Associação do West Side. O empresário Edward Cabot Clark acreditava que a presença do metrô encorajaria um crescimento da classe média na área. Ele fez um discurso para a Associação do West Side no final de dezembro de 1879 em que disse: "Existem poucas pessoas que são suficientemente principescas para desejarem ocupar um palácio inteiro ... mas eu acredito que existem muitos que gostariam de ocupar uma parte de um grande edifício". A população de Nova Iorque cresceu por pelo menos cem por cento na década que precedeu a construção do Dakota, mas no Upper West Side existiam apenas alguns salões variados, pousadas e outros edifícios.
O Dakota foi um dos primeiros grandes empreendimentos no Upper West Side, tendo sido construído durante uma época em que grandes prédios de apartamentos ainda eram associados com cortiços. O Dakota também é o edifício de apartamentos de luxo mais antigo ainda existente de Nova Iorque, porém não foi o primeiro desse tipo construído na cidade. Apenas algumas grandes casas de apartamento precederam o Dakota, incluindo os Apartamentos Manhattan (construídos em 1880) e os Apartamentos Windermere (construídos em 1883). Empreendimentos de apartamentos na cidade eram geralmente associados com a classe trabalhadora, mas no final do século XIX apartamentos também estavam se tornando desejáveis entre as classes média e alta. Mais de noventa prédios de apartamento foram construídos na cidade entre 1880 e 1885.

### Desenvolvimento
Clark anunciou em 1879 planos para um complexo de apartamentos na esquina da Rua 72 com a Oitava Avenida, esta renomeada para Central Park West em 1883. A maioria dos empreendimentos em Manhattan na época estavam ao sul da Rua 23. Clark afirmou que queria "fazer dinheiro" com o prédio, mesmo sendo um empreendimeto especulativo que não tinha inquilinos específicos em mente. O arquiteto Henry Janeway Hardenbergh apresentou em setembro de 1880 planos para um "Hotel Familiar" de oito andares no local, com o custo sendo estimado na época em um milhão de dólares. Hardenbergh simultaneamente projetou várias casas conjugadas para Clark na Rua 73. A casas e o prédio de apartamentos eram parte de um plano maior de Clark para o Upper West Side. John Banta foi contratado como o empreiteiro geral do edifício. A revista The Real Estate Record relatou no início de outubro de 1880, aproximadamente duas semanas antes do início das obras, que o prédio seria um "hotel residencial" com quarenta a cinquenta suítes, cada uma com cinco a vinte aposentos.
A construção começou no final de outubro. O edifício inicialmente não tinha um nome, mesmo depois das fundações terem sido finalizadas no início de 1881. O prédio já estava erguido até o segundo andar em outubro de 1881, porém a The Real Estate Record escreveu que "é quase impossível esperar que esteja sob um telhado antes do inverno chegar". Clark escavou um poço artesiano de 111 metros de profundidade e vinte centímetros de largura. As obras foram ligeiramente atrasadas por uma greve trabalhista em março de 1882. As paredes externas já estavam erguidas até o sexto andar em maio, com os construtores estimando que o edifício ficaria pronto em dezoito meses.
O prédio foi nomeado "Dakota" em junho de 1882. Ele na época ainda estava dentro da parte rural de Manhattan. Uma história afirma que o nome surgiu porque o edifício era tão remoto quanto o Território da Dakota. A família Clark nunca negou esta história, porém sua veracidade é contestada, pois publicações contemporâneas não discutirem o quão remoto o prédio era. O registro mais antigo dessa afirmação é de 1933, quando o gerente de longa data do Dakota disse ao jornal New York Herald Tribune que "Provavelmente foi chamado de 'Dakota' porque estava tão longe ao oeste e tão longe ao norte". A origem mais provável do nome "Dakota" foi o gosto de Clark pelos nomes dos novos estados e territórios do ocidente. Ele tinha proposto em 1879 nomear as avenidas norte-sul do Upper West Side em homenagem a estados e territórios do oeste dos Estados Unidos, porém suas sugestões foram ignoradas. O afastamento do Dakota levou diretamente ao apelido de "Loucura de Clark".
Clark morreu em 1882 e deixou o complexo de apartamentos para Edward Severin Clark, seu neto mais velho, que na época tinha apenas doze anos de idade. Hardenbergh nunca mais projetou outro edifício para a família Clark depois disso, com sua última colaboração tendo sido o Ontiora na esquina da Sétima Avenida com a Rua 55, um projeto similar ao Dakota. A construção atrasou em agosto de 1883 quando os estucadores entraram em greve para protestarem a contratação de trabalhadores não sindicalizados no local. Outros artesãos juntaram-se à greve, mas voltaram a trabalhar em um mês. Os equipamentos mecânicos estavam sendo instalados em março de 1884. A The Real Estate Record relatou no mês seguinte que "O 'Dakota' está finalmente quase concluído e está recebendo seus toques finais antes de sua inauguração em maio, quando estará totalmente pronto para fins de habitação". A revista afirmou em setembro que o edifício "estará pronto para ocupação em 1º de outubro" a um preço anual de aluguel de 1,5 a cinco mil dólares, com um quarto das unidades já estando alugadas. A historiadora Elizabeth Hawes escreveu que Clark promoveu o Dakota como oferecendo "conveniência, um atalho para uma vida opulenta sem nenhum dos problemas de manutenção, e por uma fração do custo de possuir uma casa particular".

### Propriedade da Família Clark

#### Décadas de 1880 e 1890

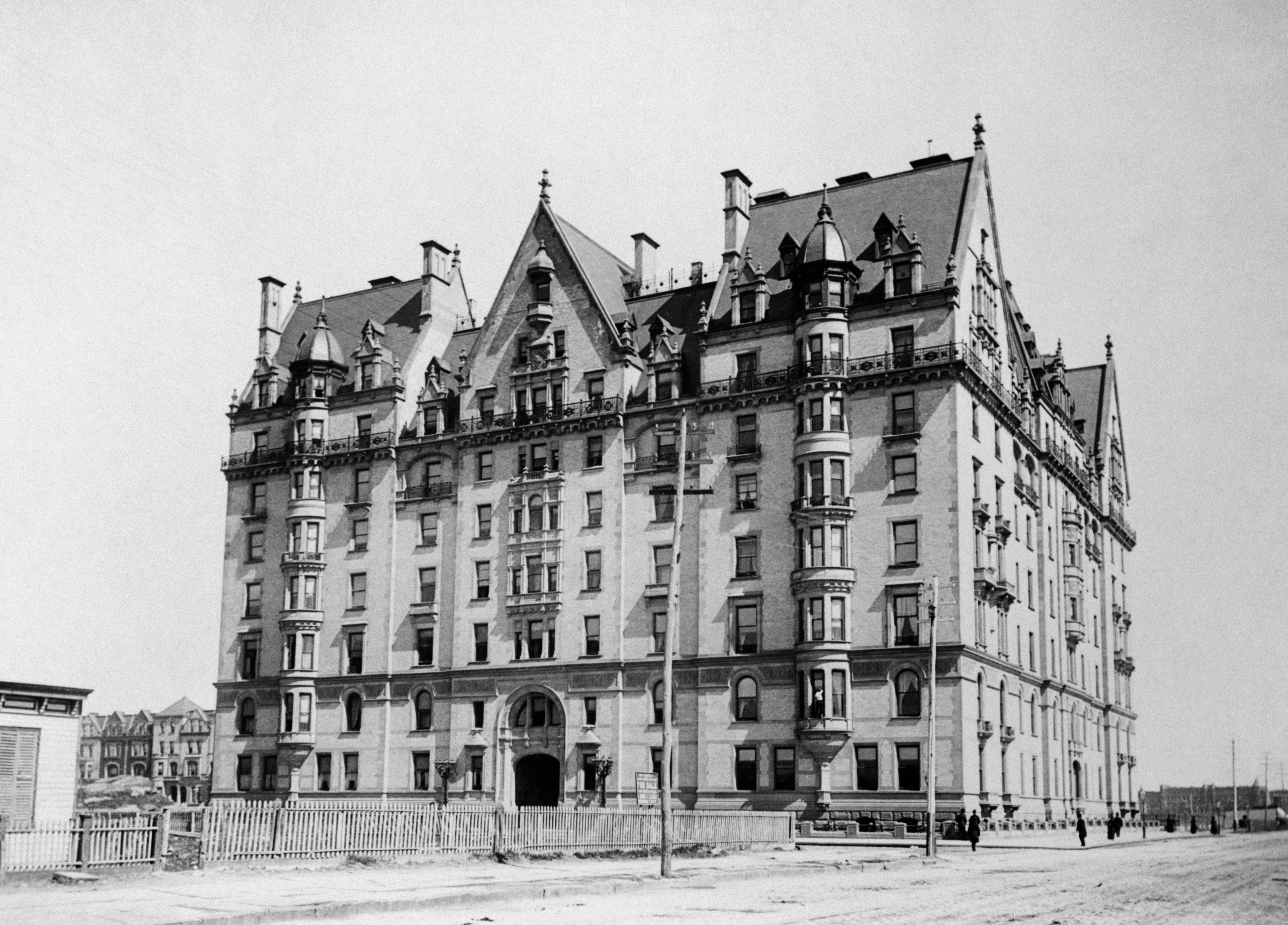
O Dakota c. 1890; o Upper West Side estava esparsamente desenvolvido na época, com os únicos outros edifícios visíveis sendo as casas conjugadas de Clark na Rua 73, à esquerda

O Dakota foi finalizado na semana de 24 a 27 de outubro de 1884, estando totalmente alugado. Detratores consideraram que o prédio era isolado e o criticaram como uma "intrusão" à paisagem do Central Park. Segundo registros históricos, os primeiros residentes estavam envolvidos em diferentes indústrias. Moradores incluíam advogados, corretores, comerciantes e alfaiates, mas também havia um mercador de charutos, um operador de mina de carvão e um estenógrafo. Todos os moradores eram ricos, porém não especialmente famosos. Nenhum dos primeiros moradores estava incluídos na lista dos indivíduos mais proeminentes da sociedade de Nova Iorque na Era Dourada. Isto era por causa do afastamento do edifício; as pessoas costumavam fazer visitas sociais pessoalmente na época antes da popularização de telefones. Demorava frequentemente uma hora para chegar no Dakota a partir do Distrito Histórico da Milha das Senhoras, que na década de 1890 era o distrito comercial da cidade.
Uma lei restringindo edifícios de apartamento a uma altura de 24 metros foi aprovada em 1884. O endereço do Dakota era o número 301 da Rua 72 Oeste, pois a numeração de imóveis nas ruas oeste–leste de Manhattan eram baseadas na distância para a Quinta Avenida. Os prédios do Upper West Side foram renumerados em 1886 baseados na distância para a Central Park West, assim o Dakota se tornou o número 1 da Rua 72 Oeste. O edifício não foi rentável nos seus dois primeiros anos. Os quarteirões ao redor ainda não tinham sido desenvolvidos, especialmente ao norte. As casas conjugadas no mesmo quarteirão estavam fazendo mais dinheiro do que o Dakota em 1890. Existia uma lista de espera por apartamentos vagos no início da década de 1890.
Segundo a Comissão de Preservação de Marcos da Cidade de Nova Iorque, o Dakota, junto com o Museu Americano de História Natural alguns quarteirões ao norte, ajudaram a estabelecer a "personalidade inicial" do Central Park West. A finalização do Dakota estimulou a construção de outros grandes prédios de apartamento na área, muitos dos quais foram nomeados em homenagem a estados ou territórios do oeste dos Estados Unidos. Outros edifícios, incluindo uma igreja, quartel de bombeiros e casas conjugadas, também foram erguidos por perto. O Dakota mesmo assim permaneceu como o único grande prédio de apartamentos no bairro até o final do século XIX. Um dos grandes motivos disto era a falta de energia elétrica na área, pois grandes prédios de apartamento precisavam de eletricidade para seus elevadores, porém dutos elétricos só foram instalados ao longo da Central Park West em 1896. O Dakota tinha sua própria usina elétrica, assim a falta de um serviço elétrico municipal não afetava o edifício.

#### Décadas de 1900 a 1950

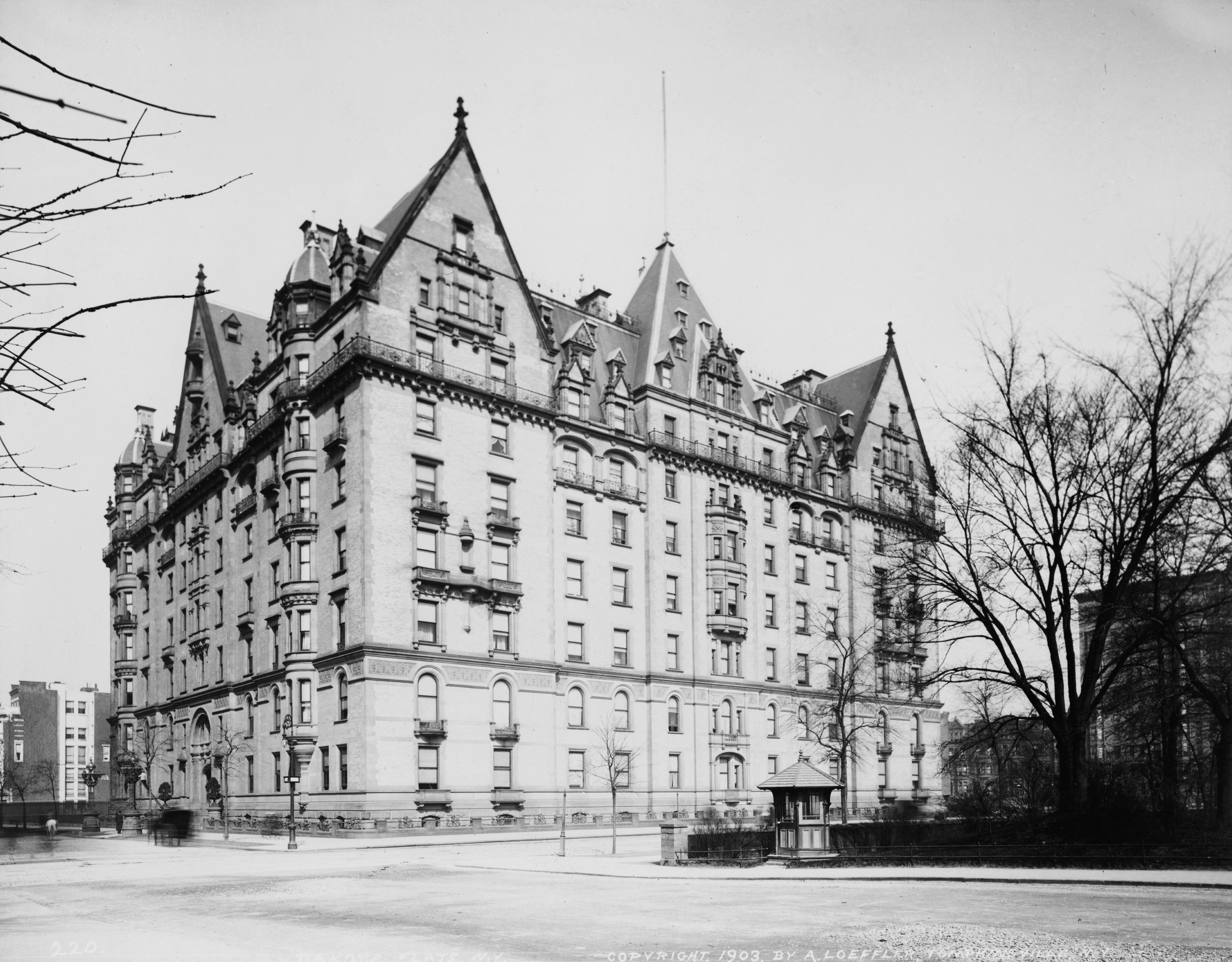
O Dakota em 1903; a área ainda era esparsamente desenvolvida, mas postes de luz e placas tinham sido adicionados

A família Clark tentou em 1902 vender um terreno adjacente ao norte, entre as Ruas 73 e 74, sob a condição de que nenhum edifício no local fosse mais alto do que o Dakota. Não foi possível vender o terreno com essa restrição e o The Langham foi construído no local. Algumas janelas de mansarda foram adicionadas no telhado nas primeiras décadas do século XX. O jornal New York Herald Tribune afirmou em 1929 que a família Clark "por anos resistiu a todas as tentativas de compra". O The New York Times escreveu na mesma época que o edifício "sempre manteve sua antiga popularidade". Enquanto o Dakota passou por poucas alterações em seus primeiros cinquenta anos, o bairro ao redor mudou drasticamente no mesmo período. A entrada principal na Rua 72 costumava fica de frente para barracos e jardins, mas no início da década de 1930 o prédio de apartamentos The Majestic foi construído no local.
Edward Severin Clark morreu em 1933, pouco antes do aniversário de cinquenta anos do edifício, e seu irmão Stephen Carlton Clark assumiu a operação. Sua intenção era continuar a operar o Dakota e preservar o jardim que existia ao oeste. Na época, dois inquilinos moravam desde a inauguração, já outros quatro inquilinos originais tinham morrido nos três anos anteriores. O Dakota permaneceu praticamente inalterado pelas três décadas seguintes, mantendo até mesmo seus elevadores originais. Os Clark eram os responsáveis por todos os reparos e manutenção e estavam sujeitos a pouco ou nenhum escrutínio.
Os aposentos dos empregados nos andares superiores foram convertidos em apartamentos por volta da década de 1950. Na época, muitos dos inquilinos eram diplomatas, figuras do teatro ou editores. O edifício era especialmente atrativo para figuras do teatro por causa de sua proximidade ao Distrito dos Teatros, que também ficava no West Side. Também existia uma longa lista de espera para inquilinos em potencial, com o aluguel dos apartamentos sendo relativamente baixo em seis a sete mil dólares por ano. Alguns dos inquilinos, a maioria dos quais amigos de Stephen Carlton Clark, não pagavam aluguel. Moradores costumavam morar no prédio durante décadas, fazendo Nan Robertson do The New York Times comentar em 1959: "É relatado que nenhum dakotano deixa o edifício permanentemente a menos que seja com os pés primeiro".

### Cooperativa habitacional

#### Décadas de 1960 a 1980

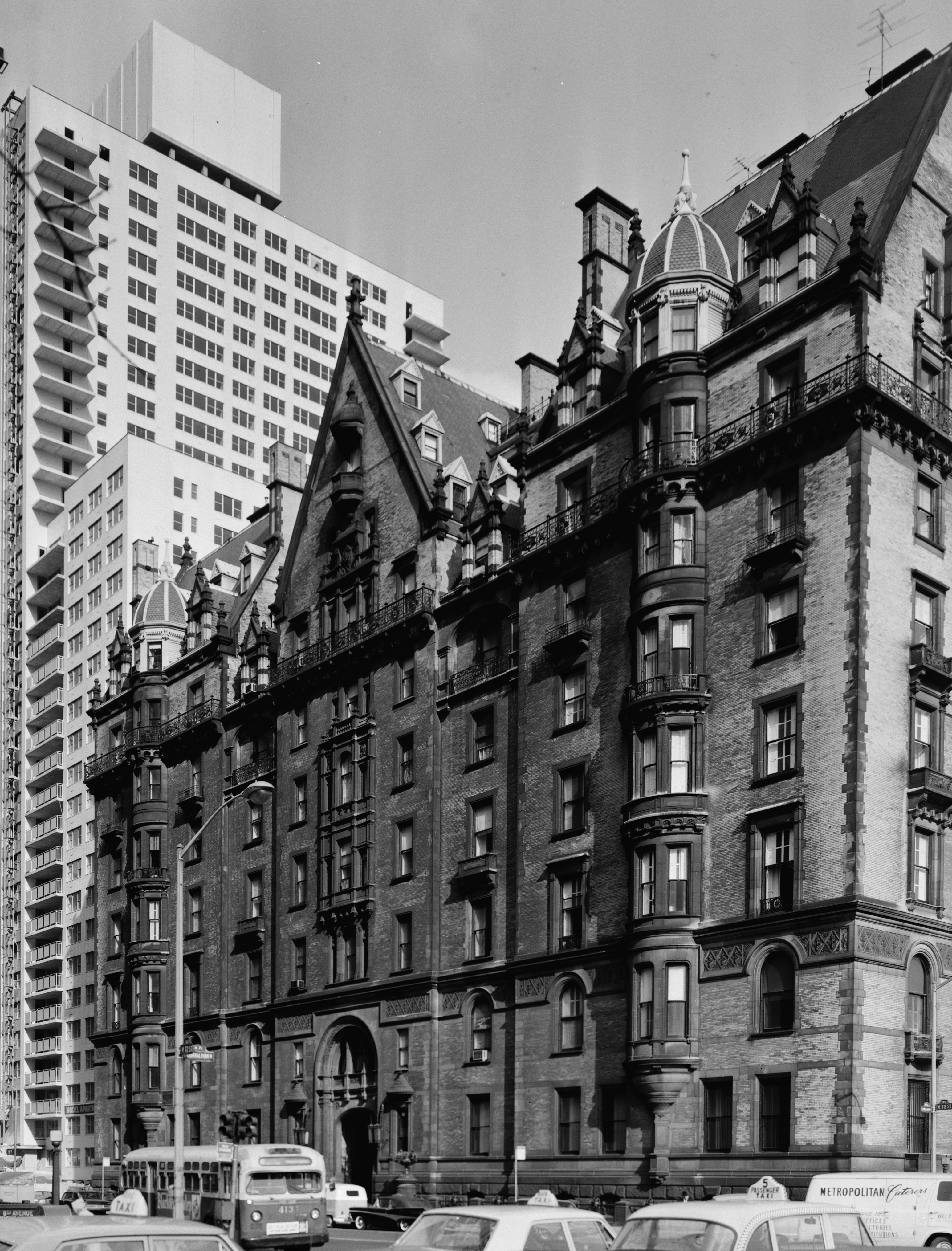
O Dakota em 1965; o The Mayfair tinha sido finalizado ao oeste no ano anterior

A Glickman Corporation comprou em janeiro de 1961 o Dakota e o terreno adjacente contendo a sala de caldeiras do edifício por 4,6 milhões de dólares. A Glickman planejava construir o maior prédio de apartamentos de Nova Iorque no terreno combinado. Os moradores anunciaram em abril planos de comprar o Dakota da Glickman por 4,8 milhões. A empresa abandonou seus planos e vendeu o terreno adjacente de 4,3 mil metros quadrados em agosto. Os inquilinos do Dakota compraram o prédio em novembro, transformando-o em uma cooperativa de habitação. O edifício The Mayfair foi construído no terreno adjacente em 1964; segundo Christopher Gray do The New York Times, nunca foram apresentados planos para um edifício maior no lugar do Dakota. Os moradores, sob o arranjo da cooperativa, eram obrigados a compartilhar todos os custos de manutenção e reparo, algo que a família Clark previamente cuidava. O Dakota foi um de doze prédios de apartamento na Central Park West que foram convertidos em cooperativas habitacionais no final da década de 1950 e incídio da década de 1960.  Membros da cooperativa precisavam pagar até 14,4 mil dólares anualmente em meados da década de 1960, além de um pagamento único de não mais de sessenta mil dólares por seus apartamentos. O edifício tinha na época aproximadamente trinta funcionários.
O conselho de diretores do Dakota anunciou em 1974 que o telhado precisava ser substituído, pois os ladrilhos de ardósia tinham começado a cair e a guarnição de cobre estava deteriorada. Como o edifício tinha sido designado um marco cinco anos antes, a Comissão de Preservação de Marcos de Nova Iorque tinha que revisar qualquer proposta de modificação do exterior. Especialistas determinaram que uma restauração completa custaria um milhão de dólares, o que seria um custo adicional de dez mil dólares para cada um dos 95 moradores. O conselho realizou uma renovação menor. A Joseph K. Blum Company impermeabilizou o telhado por 160 mil dólares. O conselho também baniu em 1975 a instalação de ar condicionados que se projetassem para fora da fachada, pois a Comissão de Preservação de Marcos precisaria aprovar cada unidade instalada.
O Dakota ganhou fama mundial quando o músico John Lennon, um morador e ex-integrante da banda The Beatles, foi assassinado na entrada do edifício em 8 de dezembro de 1980. Segundo Rogers Worthington do Chicago Tribune, o Dakota se tornou um memorial improvisado para Lennon, especialmente entre fãs dos Beatles. O assassinato também gerou preocupação entre os moradores, que passaram a exigir uma segurança rigorosa; todos os visitantes já eram obrigados a passar por uma cabine de segurança na Rua 72. Os moradores preferiam evitar publicidade nos anos após a morte de Lennon. O conselho do Dakota rejeitou várias personalidades famosas que queriam ir morar no edifício. Nesta época, existiam 93 apartamentos e as plantas baixas originais tinham sido bastante modificadas. Os moradores continuavam a viver no prédio por longos períodos. A área rebaixada ao redor do Dakota foi restaurada na década de 1980, com a firma de arquitetura Glass & Glass elaborando planos para uma restauração completa do prédio. Pessoas da indústria financeira formavam uma proporção cada vez maior dos moradores ao final da década de 1980; anteriormente, muitos eram artistas.

#### Décadas de 1990 em diante

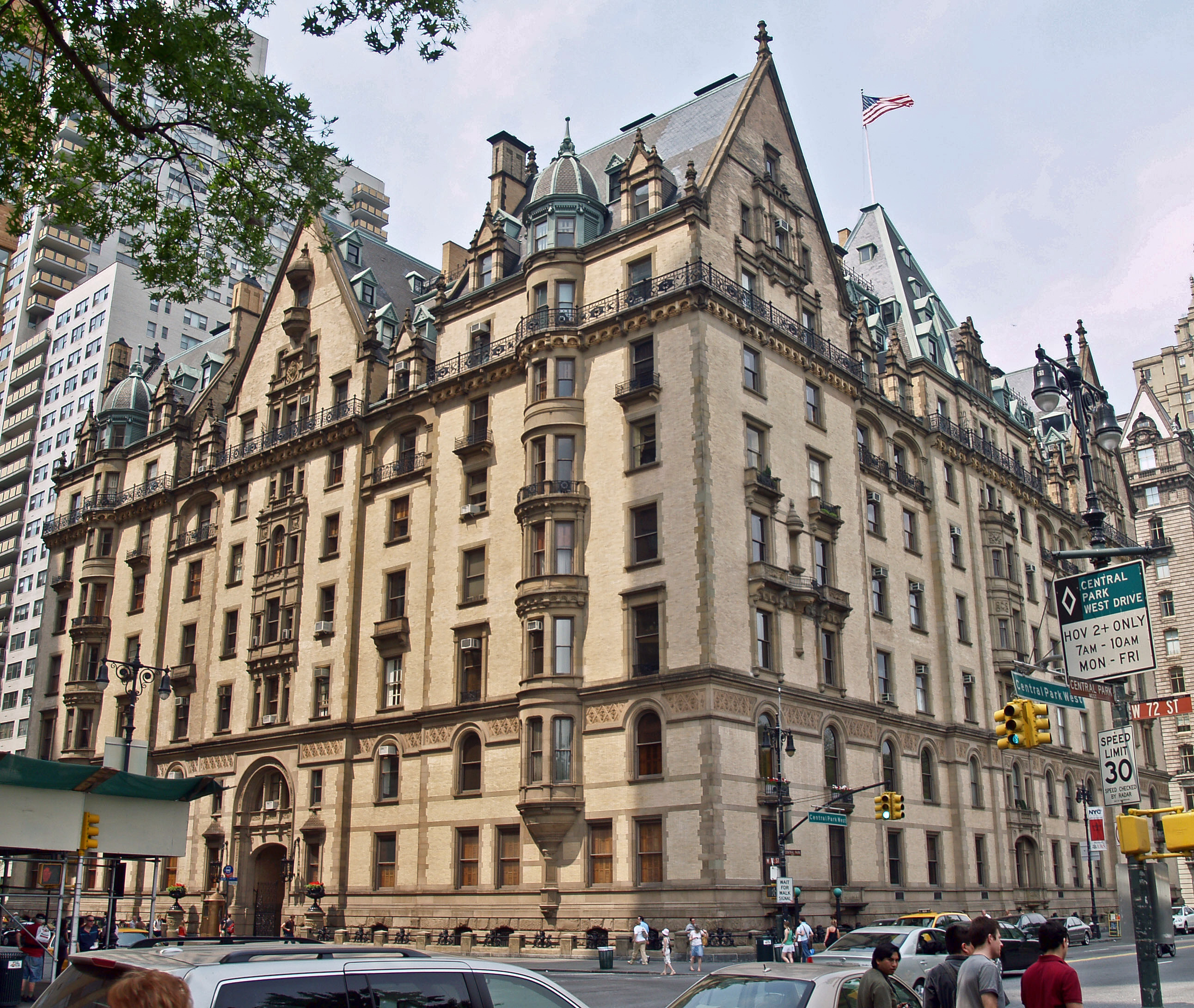
O Dakota em 2007

A fachada do Dakota foi limpada em 1992. Nova argamassa foi aplicada nos tijolos da fachada, mas a cor mais clara da argamassa contrastava bastante com os tijolos escurecidos. O conselho do Dakota decidiu reparar a maioria dos tijolos deteriorados em vez de substituir a fachada inteira. O projeto foi orçamentado usando preços unitários, pois era impossível saber quando tijolos precisariam ser consertados até que toda a fachada fosse examinada. Os reparos acabaram custando cinco milhões de dólares, o que seria um custo médio de cinquenta mil dólares para cada morador. A Comissão de Preservação de Marcos premiou em 1994 os arquitetos de restauração, a Ehrenkrantz & Eckstut Architects e a Remco. As lareiras também foram restauradas entre o final da década de 1990 e início da década de 2000, necessitando que os fumeiros de algumas lareiras fossem substituídos.
Os custos de manutenção do Dakota eram compartilhados entre um número menor de moradores e costumavam ser muito mais caros do que em outras cooperativas habitacionais próximas. Por exemplo, a musicista Yoko Ono pagou em 1996 um valor mensal de 12 566 dólares por seu apartamento de 560 metros quadrados, enquanto um apartamento de tamanho similar no vizinho The San Remo tinha um custo de manutenção mensal de seis mil dólares. O conselho anunciou em 2002 que planejava restaurar o pátio interno, contratando a Higgins & Quasebarth como arquitetos consultores. O nível superior do pátio na época tinha vazamentos sérios, enquanto a passarela no canto oeste do pátio estava "praticamente sustentada pela tinta". A Comissão de Preservação de Marcos aprovou todos os aspectos da renovação. Alguns moradores queriam que a passarela de vidro fosse removida por questões estéticas, mas preservacionistas afirmaram que o público geral de qualquer forma não teria como ver a passarela por causa da segurança reforçada. A restauração do pátio começou em fevereiro de 2004 e foi completada sete meses e meio depois.
Alta procura por apartamentos no Dakota continuaram. O edifício tinha 85 unidades em meados da década de 2010. Alguns apartamentos menores tinham sido combinados, já outros tinham sido restaurados para seus arranjos originais. A fachada foi renovada novamente entre 2015 e 2017 ao custo de 32 milhões de dólares.

## Arquitetura
The Dakota foi projetado por Henry Janeway Hardenbergh. A construção envolveu vários empreiteiros, incluindo o pedreiro John L. Banta, encanador T. Brieu, fornecedor de ferro Post & McCord, carpinteiro J. L. Hamilton, fornecedores de alvenaria J. Gillis Se Son e Henry Wilson, e empreiteiro de marcenaria Pottier & Stymus.
Há discordâncias sobre o estilo arquitetônico do edifício. Colleen Kane da CNBC e os autores Sarah Landau e Carl W. Condit descreveram o Dakota como no estilo neorenascentista alemão, mas uma fonte contemporânea da construção descreveu o projeto como sendo modelado no estilo do "período de Francisco I". A autora Elizabeth Hawes afirmou em 1993 que o Dakota foi caracterizado como "Tijolo de Cervejaria Vitoriana Neogótico Eclético". O projeto do prédio inclui telhados profundos com lucarnas, enjuntas de terracota e painéis, nichos, varandas e balaustradas. O projeto das lucarnas, telhados e janelas foram influenciados pelo estilo renascentista nortenho.
O Dakota tem nove andares; a maior parte do edifício tem sete andares, porém há também empenas e sótãos de dois andares. Alguns fontes contemporâneas descreveram dez andares, incluindo o porão elevado, enquanto outros classificaram o Dakota com oito andares. O Dakota tem 56,3 metros de altura e era o edifício mais alto do bairro quando foi construído. A altura do Dakota equivale a um edifício de quinze andares padrão por causa dos pé direitos altos dos apartamentos.

### Pátios

#### Principal

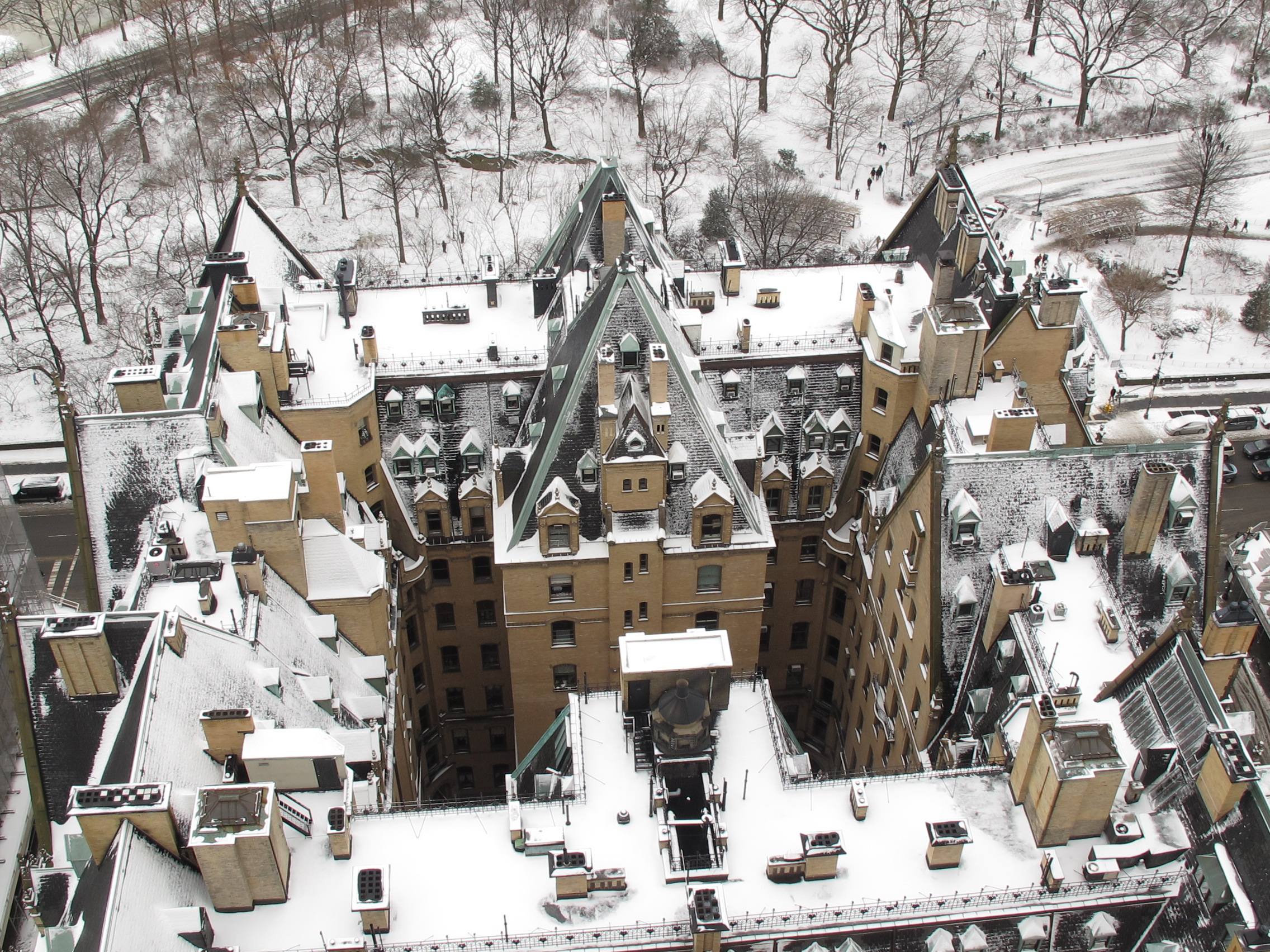
O telhado do Dakota, com o pátio central em formato de "H" visível

O Dakota é praticamente um quadrado e foi construído ao redor de um pátio central em formato de "H". O espaço tem 27,4 metros de comprimento e 16,7 metros de largura. O jornal American Architect and Building News descreveu o pátio do Dakota e espaços similares em outros prédios como "um lugar seguro, agradável e abrigado, sob os olhos do zelador, onde os inquilinos podem entrar, mas os ladrões não...". O jornal também sugeriu que crianças podiam brincar no pátio, mas outros observadores não identificados acreditavam que tal uso atraía atenção não solicitada. Os apartamentos são acessados por quatro passagens, uma em cada canto do do pátio. O pátio também serve de área de encontro para os moradores, já que o resto do edifício foi projetado levando em conta "o máximo em privacidade pessoal". O pátio já sediou eventos como festas e recitais de Natal.
Uma passarela de vidro corre pela parte oeste do pátio. Foi instalada na década de 1920 para proteger moradores do clima. A calçada sob a passarela foi reconstruída com pedras azuis com até 1,8 metros de comprimento e treze centímetros de espessura quando o pátio foi reconstruído em 2004. O pátio tinha dois chafarizes que também eram as claraboias do porão. Carruagens entrando da Rua 72 usavam o pátio para darem a volta. O Dakota baniu automóveis do pátio quando estes suplantaram as carruagens porque o espaço não era capaz de aguentar o peso dos veículos. O deque do pátio foi totalmente substituído porque as vigas de aço de sustentação estavam seriamente corroídas. O pátio moderno é uma laje de concreto armado coberta por pavimentos de granito.
Uma passagem de serviço corre pelo lado oeste do pátio. Esta desce até o porão, onde existe um pátio inferior com as mesmas dimensões do pátio na superfície. Essa passagem era usada para entregar produtos e "mercadorias para a casa", bem como remover lixo e cinzas. Empregados entravam e saiam pela passagem. O Dakota diferia dos apartamentos Van Corlear de Hardenbergh e Clark na esquina da Oitava Avenida e Rua 55, em que moradores e empregados usavam o mesmo pátio.

#### Outras áreas
Um jardim existia diretamente ao oeste do Dakota; tanto o edifício quanto as casas conjugadas adjacentes de Clark eram atendidas por uma usina mecânica que ficava localizada abaixo do jardim. A localização dessa usina fora do prédio foi uma medida deliberada para tranquilizar moradores caso algum maquinário explodisse. Também existiam quadras de tênis e croqué dentro do jardim. O jardim era cercado por uma cerca e a área cima da usina mecânica era fechada ainda mais por uma cerca viva. O jardim tornou-se um estacionamento na década de 1950, com o prédio de apartamentos The Mayfair sendo construído no local do antigo jardim em 1964.
O edifício é cercado por uma área rebaixada, que também já foi descrita como um fosso seco. A área rebaixada foi construída com a intenção de aumentar a segurança dos moradores, bem como permitir que luz natural entrasse no subsolo. Uma entrada para a estação 72nd Street do Metropolitano de Nova Iorque foi construída nessa área rebaixada. Uma cerca de ferro fundido separa a área rebaixada da calçada. A calçada era originalmente feita de lajes de pedras azuis.

### Fachada

Desenho da fachada da Rua 72

Cada elevação da fachada é dividida verticalmente em tramos. Há onze tramos nas elevações da Rua 72 e da Central Park West, treze tramos na elevação da Rua 73 e dezessete tramos na elevação oeste. O subsolo elevado do Dakota é revestido de arenito. O restante da fachada é feito de tijolos da cor couro, exceto pela elevação oeste, que é feita de tijolos vermelhos. O uso de tijolos com tons suaves contrastava com a fachada do Van Corlear, que era de "vermelho duro". Na fachada também há guarnição de arenito canadense da Nova Escócia e detalhamentos de terracota. Os materiais e as cores foram selecionados não apenas para complementarem um ao outro, mas também para suavizar a aparência das sombras e fachada do edifício. A grande quantidade de ornamentos cria a impressão de uma variedade entre as diferentes partes da fachada. A elevação oeste, que ficava de frente para o antigo jardim, tem poucas ornamentações. As paredes externas funcionavam como alvenaria estrutural, tendo até 1,2 metro de espessura. A parede externa diminui de espessura para 41 a 71 centímetros nos andares superiores.

#### Entradas

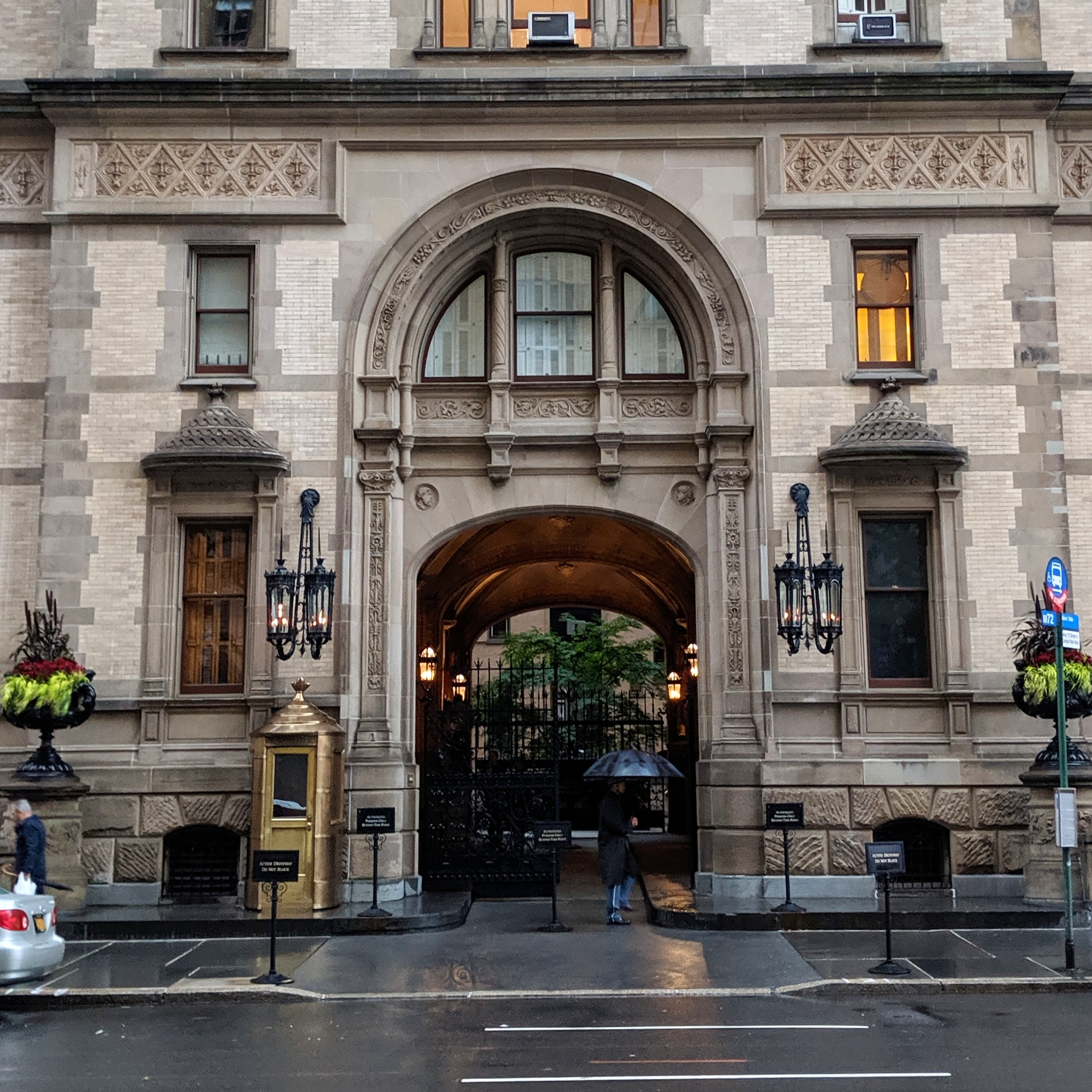
A entrada do Dakota em 2019

A entrada principal do Dakota é um arco de altura dupla que fica na Rua 72 ao sul. Ele mede 4,9 metros de largura e 6,1 metros de altura. O arco é flanqueado por pedestais com urnas de metal no topo e na parte superior do arco está uma janela de Diocleciano. Há uma guarita para o segurança imediatamente ao oeste da entrada principal. Tanto moradores quanto visitantes precisam chamar o segurança para entrarem no edifício depois da meia-noite. Acima da porta de entrada estão dois retratos, um de homem e o outro de uma mulher, provavelmente Isaac Singer, parceiro de negócios de Edward Cabot Clark, e sua esposa Isabella Boyer Singer.
A entrada da Rua 72 é um porte-cochère grande o suficiente para carruagens desembarcarem seus passageiros. Muitas carruagem era despachadas do hoje demolido Estábulos Dakota na esquina da Rua 75 com a Avenida Amsterdam, construídos por Alfred Corning Clark, o filho de Edward Cabot Clark. Dentro do arco está um vestíbulo com uma abóbada de aresta que leva ao pátio central. Há portões de metal em cada extremidade do vestíbulo. A Architectural Record comparou esta entrada à "entrada de uma fortaleza".
Uma porta de três metros de altura na Rua 73 também leva ao pátio. Ela é raramente usada, exceto para funerais.

#### Andares superiores
A elevação da Rua 72 contém torretas protuberantes que ascendem por toda altura da fachada. Uma representação da cabeça de um nativo-americano está esculpida na fachada. Acima do segundo andar está uma faixa horizontal de terracota decorada com um padrão de arabescos. Acima do sexto andar está uma cornija de pedra que separa o sétimo andar e o telhado do resto da fachada. A cornija é suportada por grandes mísulas e encimada por uma balaustrada de metal ornamentada.
O edifício é encimado por empenas localizadas em cada um dos quatro cantos. A elevação da Rua 72 também tem uma empena que fica no telhado diretamente acima da entrada principal. A seção central do telhado na Central Park West é um telhado de quatro águas. Varandas arqueadas originalmente conectavam as empenas. O telhado é coberto por telhas feitas de ardósia. Janelas de lucarna e chaminés com mísulas de tijolos projetam-se do telhado em vários locais. As janelas de lucarna estão arranjadas de dois a quatro níveis e alternadamente contêm armações de pedra ou cobre. Também há torretas, remates e mastros de bandeira pelo telhado.

### Elementos estruturais

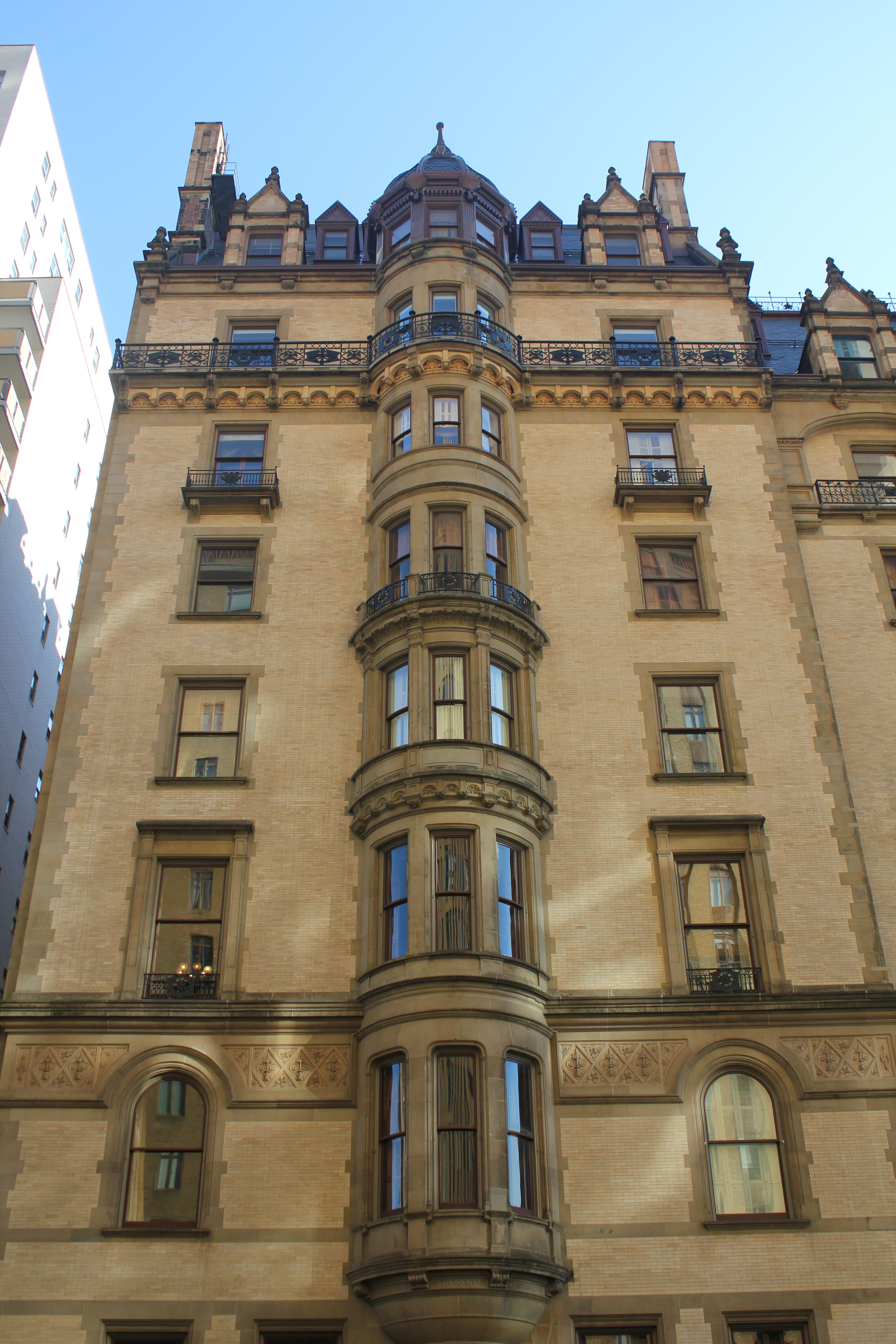
Uma das torretas da Rua 72

O Dakota foi projetado como uma estrutura à prova de fogo. Segundo as plantas de construção, as paredes da fundação eram feitas de blocos de pedra azul com três a 5,5 metros de profundidade e 0,91 a 1,22 metro de espessura. As paredes de perímetro diminuem de espessura para 71 centímetros no primeiro andar e 41 centímetros acima do sexto. A superestrutura inclui vigas de aço laminadas em cada andar espaçadas a cada 0,91 a 1,22 metro e com quinze a trinta centímetros de profundidade. Entre essas vigas estão arcos feitos de tijolos e terracota. A superfície dos andares consiste em contrapisos de terra de 23 centímetros de espessura acima de lajes de concreto com a mesma espessura. As divisórias nos corredores são feitas de "blocos à prova de fogo", enquanto divisórias em outras partes do prédio são feitas de tijolos ou de "blocos à prova de fogo". A grande espessura das paredes, lajes do piso e divisórias também fornece isolamento acústico. A resistência da superestrutura do Dakota rivalizava com edifícios de escritório contemporâneos.
A usina mecânica ao oeste media 45,7 por 18,3 por 5,5 metros e continha geradores elétricos, caldeiras a vapor e motores a vapor. O telhado da usina foi construído com arcos de tijolos e vigas de ferro, com um jardim sendo plantado em cima. Os geradores ficaram obsoletos em na década de 1890 depois do bairro ter sido conectado à rede elétrica da cidade, com as caldeiras e motores sendo transferidos para o subsolo do Dakota. A usina a vapor no porão, bem como os elevadores hidráulicos, eram movidos com água coletada do telhado e de baixo dos radiadores de cada apartamento. Os radiadores em cada apartamento ficavam embaixo dos peitoris das janelas.
No porão ficava um depósito de carvão que tinha uma capacidade de até 910 toneladas. O edifício desde o início foi equipado com "um sistema de comunicação elétrico completo", incluindo sinos elétricos que eram usados para chamar os elevadores. O Dakota tinha fios de telégrafo que o conectavam diretamente a um florista, a um quartel dos bombeiros, ao estábulo próximo e aos escritórios de mensageiros e do telégrafo. O edifício tinha trezentos sinos elétricos e quatro mil lâmpadas elétricas, todas alimentadas pela usina mecânica. Seis tanques de água ficavam no sótão, cada um com uma capacidade de dezenove mil litros. As bombas d'água podiam bombear 7,6 milhões de litros d'água por dia, com mais de 320 quilômetros de canos distribuindo água para cada apartamento.

### Interiores

#### Elevadores e escadas
As passagens do pátio levam a espaços no térreo com painéis de madeira e lambris de mármore. As paredes das escadas possuem lambris de mármore entre o primeiro e segundo andar. Os corredores dos andares superiores têm lambris de madeira, enquanto os tetos e as paredes são feitos de gesso. As plantas baixas parecem de casas conjugadas tradicionais porque o Dakota foi um dos primeiros prédios de apartamento de luxo de Nova Iorque. Consequentemente, os corredores geralmente são longos e estreitos. Há poucos corredores públicos nos andares superiores porque o Dakota tem quatro entradas com seus próprios elevadores e escadas.
Há oito elevadores, quatro para moradores e quatro para empregados. Quatro escadas de bronze forjado e quatro elevadores de moradores ficam em cada canto do pátio e levam das entradas aos andares superiores. Em cada canto do Dakota estão um poço de tijolos com um elevador e uma escada, o que divide o edifício em quatro quadrantes. As escadas dos moradores contém degraus de mármore. As cabines dos elevadores foram fabricadas pela Otis Elevators e possuem acabamentos de mogno. Cada elevador atendia a dois apartamentos por andar nas plantas originais. Os elevadores davam para um pequeno vestíbulo em cada andar que por sua vez dava acesso aos dois apartamentos. Estes vestíbulos tinham a intenção de ser "quase tão privados e convenientes" quanto entradas para casas conjugadas comuns. Em alguns casos, um elevador atendia apenas um apartamento por andar, assim neste caso as portas do elevador abriam direto para o vestíbulo do morador.
O Dakota possui quatro elevadores de serviço e quatro escadas de ferro para empregados. Estes elevadores e escadas estão localizados próximos do centro de cada lateral do pátio. Cada escada e elevador atendia a dois apartamentos por andar. Seus elevadores de serviço estavam entre os primeiros de seu tipo na cidade e originalmente davam para as cozinhas dos apartamentos. Todos os elevadores originais eram do tipo hidráulico e seus tanques de água ficavam no fundo dos poços.

#### Apartamentos

##### Disposições
Cada um dos apartamentos do Dakota tem uma disposição única e contém de quatro a vinte aposentos. Os planos iniciais eram de seis ou oito apartamentos de tamanhos quase iguais em cada um dos primeiros sete andares. Os maiores apartamentos ficavam nos andares mais baixos, pois os elevadores ainda eram uma tecnologia relativamente nova e Hardenbergh achou que esses apartamentos seriam mais atrativos para pessoas que tivessem se mudado de casas. Clark mudou as especificações durante a construção para acomodar inquilinos individuais, resultando em diferenças significativas para as disposições anteriormente padronizadas. Charles Batter da revista Look caracterizou as disposições diferentes dos apartamentos como um legado do "individualismo rude" comum na época que o Dakota foi inaugurado. Os desenhos de construção do edifício não existem mais, assim o arranjo dos apartamentos é conhecido apenas a partir de descrições escritas. Muitas plantas baixas de apartamentos individuais foram publicadas com o passar dos anos e as plantas baixas modernas do Dakota foram reconstruídas a partir desses documentos. Muitos dos apartamentos originais foram subdivididos, porém o conselho da cooperativa do prédio já aprovou várias renovações que restauraram as plantas baixas de certos apartamentos.
Há quinhentos ou 623 aposentos no total. A maior parte do edifício continha apartamentos totalmente equipados, com suas próprias entradas e elevadores/escadas, mas parte do segundo andar foi subdividido em apartamentos menores e quartos para hóspedes. Tinham área de recepção, sala de desenhos, biblioteca, cozinha, despensa, lavabo, quatro quartos, banheiro completo e aposentos para empregados. Apartamentos maiores tinham até nove quartos, bem como espaços adicionais como sala de bilhar ou boudoir. Alguns apartamentos também possuem varandas que se misturam com o projeto geral do edifício. O apartamento de Clark no sexto andar tinha dezoito aposentos, incluindo uma sala de desenhar que rivalizava o tamanho da sala de jantar do térreo, bem como dezessete lareiras. Os autores Robert A. M. Stern, Thomas Mellins e David Fishman afirmaram que o apartamento de Clark tinha a intenção de atrair ocupantes de casas conjugadas ao "dramatiz[ar] o valor da altura".

##### Materiais e dimensões
A altura dos tetos varia entre 4,6 metros no primeiro andar até 3,7 metros no oitavo andar. A maior sala de desenho do prédio tinha quinze metros de comprimento e continha uma canelura clássica em vez de uma divisória. Salões geralmente tinham 7,6 por 12,2 metros ou 4,6 por 8,2 metros. Antecâmaras típicas do Dakota mediam 3,7 por 3,7 metros; salas de desenho, 5,5 por 6,1 metros; quartos, 4,3 por 6,7 metros; e salas de jantar, 3,7 por 6,1 metros.
Cada apartamento tinha acessórios e materiais similares a casas conjugadas contemporâneas. As cozinhas e banheiros continham acessórios modernos, porém outras decorações como molduras, trabalhos em madeira e pisos eram similares a muitas casas conjugadas. Os pisos de tacos são incrustados com mogno, carvalho e cerejeira, que são colocados sobre os contrapisos de terra e lajes de concreto. As salas de jantar, salas de recepção e bibliotecas eram revestidas de carvalho, mogno e outras madeiras. As cozinhas tinham lambris de de mármore e azulejos, enquanto alguns banheiros tinham banheiras de porcelana. Outras decorações incluíam lareiras a lenha com azulejos, acessórios de metal e espelhos e linteis esculpidos. Alguns apartamentos tinham tetos de gesso. Algumas das decorações, como os linteis esculpidos das lareiras, eram incomuns até mesmo em mansões na época. As decorações e as disposições dos apartamentos tinham a intenção de criar uma sensação "palaciana".
Os moradores customizavam seus apartamentos às suas necessidades. Charles Batter da revista Look na década de 1960 descreveu o projetista de interiores e comerciante de antiguidades Frederick P. Victoria como tendo decorado seu apartamento com "cortinas" de madeira e relógios antigos. O artista Giora Novak ocupava um espaço minimalista dentro da antiga sala de jantar do prédio, que foi decorada com seus próprios trabalhos, enquanto o projetista de interiores Ward Bennett transformou a área de estar de um empregado em um estúdio. O dançarino Rudolf Nureyev colocou pinturas clássicas em sua sala de estar e obras teatrais em outros aposentos. Alguns apartamentos foram bastante redesenhados; por exemplo, uma unidade de quatro dormitórios foi renovado em um estilo moderno na década de 2010.